# Richard de Regnauld de Lannoy de Bissy
Pour les articles homonymes, voir Regnauld, Lannoy (homonymie) et Bissy.
Richard de Régnauld de Lannoy de Bissy, né le 4 janvier 1844 à Valence et mort le 1er juillet 1906 à Bissy en Savoie, est un officier français qui a fait carrière dans le corps du Génie à la fin du XIXe siècle. Il a conçu et réalisé la première carte complète de l’Afrique à l’échelle de 1 : 2 000 000 dans le contexte de l’exploration de l’Afrique et des tensions coloniales européennes.

## Enfance et formation militaire
Richard de Régnauld de Lannoy de Bissy est né à Valence le 4 janvier 1844. Son père, Camille de Régnauld de Lannoy de Bissy, ancien élève de l'École polytechnique (diplômé en 1830), est ingénieur des Ponts et Chaussées affecté dans la région de Constantine, en Algérie. Richard de Lannoy de Bissy grandit à Grenoble où sa mère, Anne Périolat, s’est installée. Il intègre ensuite l’internat du lycée Saint-Louis à Paris. Comme son père, il entre à l’École polytechnique en 1864. En 1866, il en sort 46e sur 128 élèves, avec le grade de sous-lieutenant.
Il intègre l'École d'application de l'artillerie et du génie à Metz avant d’être affecté comme lieutenant au 2e régiment du Génie à Montpellier en octobre 1868.

## Carrière et réalisation de la carte d’Afrique

### 1868-1874: Un officier du Génie en Algérie
Rapidement, il est nommé en Algérie où sa formation d’ingénieur l’amène à construire des routes, à rechercher et à prévoir l’installation de villages à destination des colons français ainsi qu’à reconstruire des installations détruites par les rebelles qui luttent contre l’occupation française. En mars 1874, il quitte l’Algérie avec, dans ses bagages, l’idée de créer une carte générale de l’Afrique. Il dira plus tard : « J’ai surtout été frappé de ce manque d’une bonne carte d’étude d’ensemble, en lisant, il y a quelques années le récit des voyages de Livingstone (…) les divers ouvrages qui parurent étaient accompagnés de cartes de détail qui montraient avec clarté les étapes successives du grand voyageur ; mais la carte d’ensemble qui résumait le résultat de tant d’années de pérégrinations était tellement réduite qu’elle ne donnait aucune idée de l’importance des contrées visitées ».

### 1874-1881: Retour en métropole et début de la conception de la carte de l'Afrique
De retour en métropole, il effectue des travaux de topographie dans les Alpes du Nord où il est également chargé de réaliser des aménagements de fortification, dont le fort du Saint-Eynard. En 1876, il devient l’aide de camp du général Charles Eugène Durand de Villers. Peu après, il épouse la seconde fille du général, Marie-Constance, en 1877 (décédée en 1883).

Ce nouveau poste lui vaut de vivre à Paris et lui permet de disposer de davantage de temps libre. Il le met à profit pour rassembler la documentation nécessaire à la réalisation de sa carte de l’Afrique et pour nouer des relations dans les milieux géographiques de la capitale, d’Europe et d’Afrique, avec des explorateurs, des missionnaires, des voyageurs, ce qui donne lieu à une abondante correspondance.

### 1881-1889: Achèvement de la carte de l'Afrique
Encouragé par Charles Maunoir, secrétaire de la Société de géographie, il adhère à cette société. Dès 1880, il présente l’état d’avancement de son travail à la Société de géographie : l’accueil est enthousiaste, au point que le projet est signalé aux ministres de l’Instruction publique et de la Guerre. L’effet est rapide : en mars 1881, Lannoy de Bissy est désigné pour être détaché à l’état-major général du ministre de la Guerre et il peut ainsi se consacrer à l’établissement de sa carte.
La réalisation de la carte se poursuit, tandis que l’intérêt des érudits s’accroît : Lannoy de Bissy en présente des extraits lors de différents congrès de géographie. Enfin, en 1889, le document est achevé et exposé à l’Exposition universelle de Paris, au palais de la Guerre. Réalisée à l’échelle de 1 : 2 000 000 et avec une projection orthographique méridienne, la carte comporte 63 feuilles numérotées qui, assemblées, représentent une carte de 4,2 x 4 mètres. L’échelle permet des conversions simples : un centimètre représente 20 kilomètres. Chaque feuille comporte le tracé des routes et voies ferrées (en noir), de l’hydrométrie (en bleu) ainsi que les itinéraires employés par les explorateurs, voyageurs, militaires et missionnaires. Le relief est indiqué en bleu grisé. On trouve également, pour chaque feuille, une notice qui donne des renseignements sur la géographie de la région considérée, sur sa population, sur ses ressources, ainsi que sur les documents consultés pour établir la carte.

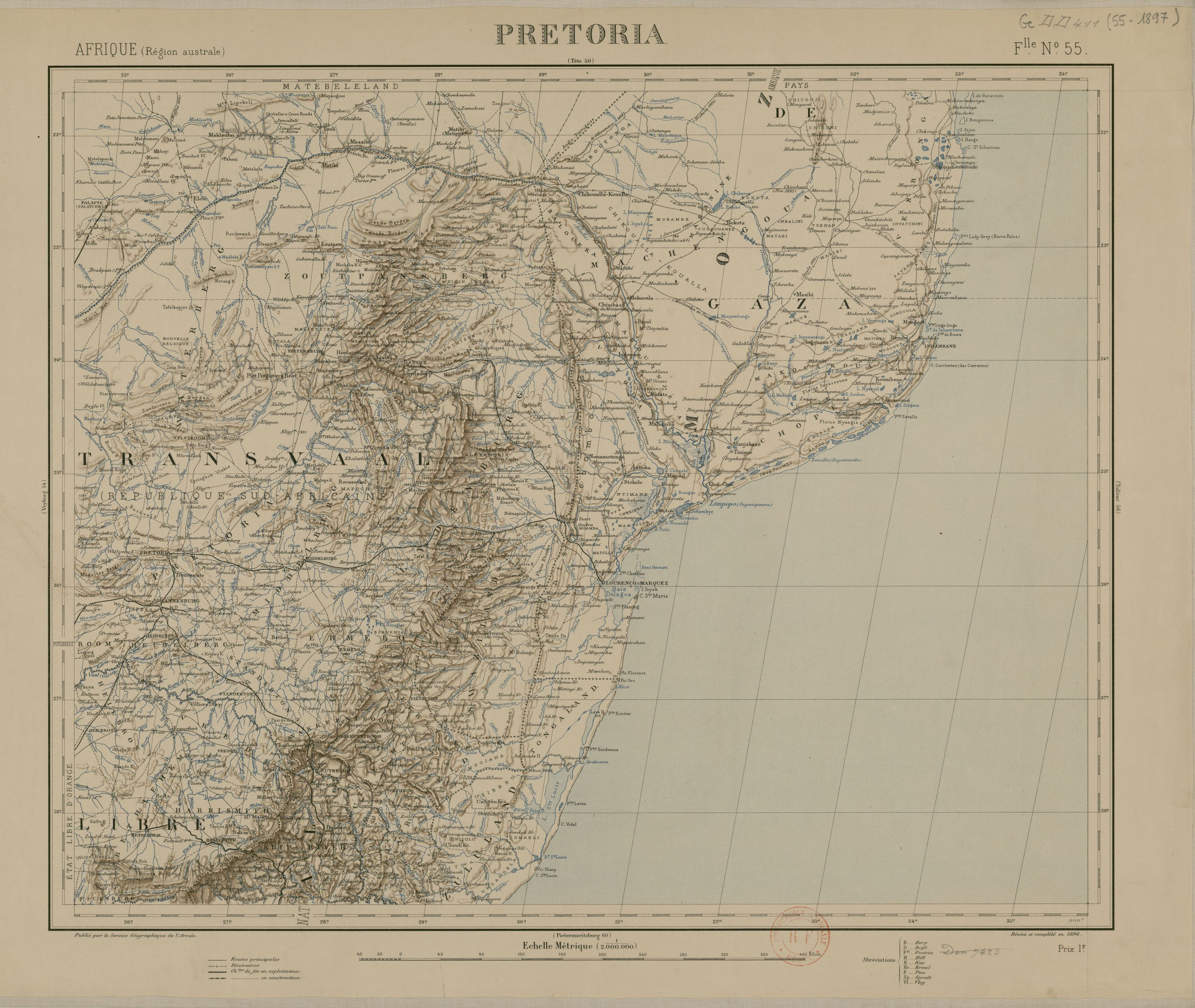
Feuille no 55 de la carte de l'Afrique réalisée à l'échelle 1:2000000 par Lannoy de Bissy

La carte trouve un écho très favorable dans le contexte des luttes coloniales en Afrique. Lannoy de Bissy reçoit de nombreuses récompenses nationales (dont le titre d’officier de la Légion d'honneur) et des médailles des Sociétés de géographie comme la médaille Caillé de la Société géographique commerciale (1889), la médaille d’or de la Société géographique de Paris (1890) et de Lyon (1891) .

### Fin de carrière et décès
Après la présentation de sa carte, il est nommé chef du Génie à Lyon, puis à Épinal (1891). Sa carrière militaire se poursuit pendant qu’il voyage en Europe en tant que spécialiste de la géographie de l’Afrique. En avril 1904, le colonel du Génie Lannoy de Bissy, en poste à Versailles, doit quitter l’armée, affaibli par une attaque d’hémiplégie. Il en meurt le 1er juillet 1906 à Bissy.

## Les archives de Lannoy de Bissy
Au cours de son travail, Lannoy de Bissy a rassemblé une impressionnante quantité de documents. Aujourd’hui, deux institutions conservent des collections complémentaires. La bibliothèque municipale de Chambéry conserve l’ensemble des archives de Richard de Regnauld de Lannoy de Bissy depuis 1951, grâce à un don de son fils René (1891-1981). Ces archives comprennent toute la documentation nécessaire à l’établissement de la carte : correspondances avec les principaux cartographes et voyageurs du XIXe siècle, minutes, bulletins de mission, épreuves préparatoires, cartes annotées, notes de lecture et coupures de presse… Elles font l’objet d’un projet de numérisation concerté en partenariat avec la BnF.
Le département des cartes et plans de la Bibliothèque nationale de France possède les différentes éditions de l’atlas de Lannoy de Bissy, numérisées et disponibles sur Gallica.
La carte d'Afrique en 63 feuilles de Lannoy de Bissy est également visible dans l'interface cartographique du catalogue collectif CartoMundi, piloté par la Maison méditerranéenne des sciences de l'homme, l’université d'Aix-Marseille et le CNRS.